# Relación marginal de sustitución técnica

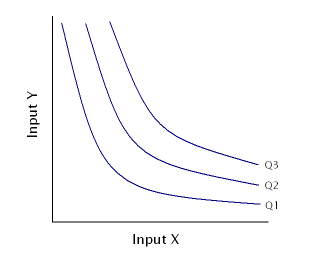
Mapa de isocuantas donde Q3 > Q2 > Q1. En cualquier punto de cualquier isocuanta, la relación marginal de sustitución técnica es el valor absoluto de la pendiente de la isocuanta en ese punto.

En microeconomía, dentro de la teoría de la producción, la relación marginal de sustitución técnica (RMST) —o tasa marginal de sustitución técnica — es la disminución en la cantidad empleada de un factor productivo ({\displaystyle -\Delta K}) cuando se utiliza una unidad extra de otro factor productivo ({\displaystyle \Delta L=1}), de manera que el volumen de producción permanezca constante ({\displaystyle y={\bar {q}}}).
{\displaystyle RMST(L,K)=-{\frac {\Delta K}{\Delta L}}={\frac {PM_{L}}{PM_{K}}}}
donde {\displaystyle PM_{K}} y {\displaystyle PM_{L}} es la productividad marginal de los factores K y L, respectivamente.
A lo largo de una isocuanta, la RMST muestra la relación a la que un factor productivo (p.ej. capital o trabajo) puede ser sustituido por otro, mientras se mantiene el mismo nivel de producción. Así el RMST es el valor absoluto de la pendiente de una isocuanta en el punto en cuestión.
Cuando el uso relativo de los factores productivos es óptimo, la relación marginal de sustitución es igual al precio relativo de los factores y la pendiente de la isocuanta en el punto escogido igual a la pendiente de la recta isocoste.